# Providence (métro léger de Charleroi)
 (août 2022).
Si vous disposez d'ouvrages ou d'articles de référence ou si vous connaissez des sites web de qualité traitant du thème abordé ici, merci de compléter l'article en donnant les références utiles à sa vérifiabilité et en les liant à la section « Notes et références ».
Pour les articles homonymes, voir Providence.
La station Providence est une station, en service, du métro léger de Charleroi.

## Caractéristiques
Cette station est construite en viaduc, et située à Marchienne-au-Pont (section de la ville de Charleroi), dans la zone de tarification 1. La station ne possède qu'une entrée, à son extrémité Ouest, équipée d'escalators et d'escaliers.
Le nom de la station vient des anciennes "Forges de la Providence", qui étaient situées en face de la station. Cette forge a également donné son nom à la rue de la Providence, adjacente.